# Nabi-Alexandre Chartier
Nabi-Alexandre Chartier, est un animateur et journaliste canadien, né à Montréal le 5 décembre 1981. Il est journaliste à Radio Canada depuis 2012. Il a été VJ-animateur à  MusiquePlus de 1999 à 2007.

## Biographie
Nabi-Alexandre Chartier est détenteur d’un certificat en management d'HEC Montréal et d’un Bachelor of Fine Arts – Major Film Production de l'Université Concordia.
Il a fait ses débuts à la télévision en 1999, lors de la première présentation du concours VJ recherché, diffusé à MusiquePlus. Il a été l’un des visages les plus marquants des VJ en remportant le concours qui a marqué la génération Y contre Virginie Coossa et Rebecca Makonnen.
De 1999 à 2005, il a animé plusieurs émissions sur les ondes de MusiquePlus (Plus sur Commande, Vitamine Pop, Vox Pop, Nabi Show, Décompte MusiquePlus, MusiquePlus Prend l’air),.
De 2005 à 2007, il a été correspondant de MusiquePlus en Europe. Chaque semaine il produisait des portraits d’artistes musicaux multiplateformes (télé, radio, internet), intitulées Le petit monde de Nabi,.
Il a également collaboré avec l’Office franco-québécois pour la jeunesse, en réalisant des capsules vidéo à propos des participants aux programmes de l'OFQJ qui effectuaient des parcours scolaires ou professionnels en France.
De 2008 à 2009, il a co-animé le talk show le Zèbre sur la web TV KartelTV,
Très impliqué au sein de la communauté, il a été porte-parole de la 6e édition de la Francofête, membre du jury du festival FanTasia, porte-parole et animateur de la tournée des Rendez-vous du cinéma québécois.
Depuis juillet 2012, il est journaliste pour Radio Canada dans le Nord de l'Ontario.